# Championnats du monde de trampoline 1970
Les 6e championnats du monde de trampoline se sont tenus à Berne en Suisse, le 19 juin 1970.

## Résultats détaillés

### Hommes

#### Trampoline
| Rang | Pays                 | Gymnaste          | Points |
| ---- | -------------------- | ----------------- | ------ |
|      | États-Unis           | Wayne Miller      | 46.85  |
|      | États-Unis           | George Huntzicher | 46.6   |
|      | États-Unis           | Dale Hardt        | 46.55  |
| 4    | Afrique du Sud       | Vivian Breedt     | 44.05  |
| 5    | Allemagne de l'Ouest | Michael Budenberg | 43.7   |
| 6    | Allemagne de l'Ouest | Didier Schulz     | 43.5   |
| 7    | Suisse               | Kurt Hohener      | 43.2   |
| 8    | Afrique du Sud       | Bernard Cross     | 42.45  |

#### Trampoline Synchro
| Rang | Pays                 | Gymnaste                        | Points |
| ---- | -------------------- | ------------------------------- | ------ |
|      | États-Unis           | Gary Smith Don Waters           | 23.45  |
|      | Afrique du Sud       | Vivian Breedt Spenser Wiggins   | 23.30  |
|      | Suisse               | Victor Pircher Kurt Hohener     | 19.55  |
| 4    | Pays-Bas             | Jan V D Zwaard Rein De Ruiter   | 19.5   |
| 5    | Royaume-Uni          | David Curtis Michael Williams   | 19.35  |
| 6    | Allemagne de l'Ouest | Petter Latton Michael Budenberg | 17.75  |

### Femmes

#### Trampoline
| Rang | Pays                 | Gymnaste            | Points |
| ---- | -------------------- | ------------------- | ------ |
|      | États-Unis           | Rennee Ransom       | 41.2   |
|      | Allemagne de l'Ouest | Ute Czech           | 40.90  |
|      | Afrique du Sud       | Jennifer Liebenberg | 40.65  |
| 4    | États-Unis           | Troy Hauffmann      | 40.30  |
| 5    | Afrique du Sud       | Lucia Odendaal      | 40.05  |
| 6    | Allemagne de l'Ouest | Agathe Jarosch      | 40.00  |
| 7    | Royaume-Uni          | Jane Pullen         | 39.65  |
| 8    | États-Unis           | Mary McDonald       | 39.60  |

#### Trampoline Synchro
| Rang | Pays                 | Gymnaste                            | Points |
| ---- | -------------------- | ----------------------------------- | ------ |
|      | Afrique du Sud       | Linda Dinkelmann Charlene V D Merve | 21.30  |
|      | États-Unis           | Lucy Clauter Diane Haney            | 20.15  |
|      | Royaume-Uni          | Pat Lewis Janet Yates               | 18.8   |
| 4    | Allemagne de l'Ouest | Maria Jarosch Ute Czech             | 17.3   |